# Skokówka
Skokówka (prononciation [skɔˈkufka]) est un village de la gmina de Zamość, du powiat de Zamość, dans la voïvodie de Lublin, situé dans l'est de la Pologne.
Il se situe à environ 4 kilomètres au sud-ouest de Zamość (siège de la gmina et du powiat) et 78 kilomètres au sud-est de Lublin (capitale de la voïvodie).
Sa population s'élevait approximativement à 410 habitants en 2006.

## Administration
De 1975 à 1998, le village est attaché administrativement à l'ancienne voïvodie de Zamość.

Depuis 1999, il fait partie de la nouvelle voïvodie de Lublin.

## Personnalités liées au village
- Jan Zamoyski, Grand Hetman de la Couronne (1541-1605) est né dans ce village.